# Beaumonteses

Escudo de la casa de Beaumont

Los beaumonteses o beamonteses fueron los partidarios de la familia nobiliaria de los Beaumont-le-Roger. Este linaje fue creado por Carlos III de Navarra con el otorgamento a Luis de Beaumont como conde de Lerin. Tenían relación con el más antiguo linaje de los Luxa, de la Baja Navarra. Los distintos condes de Lerín fueron los líderes de esta facción. Fueron rivales de los agramonteses, con quienes libraron la Guerra Civil de Navarra, poniéndose de parte del Príncipe Carlos de Viana frente a su padre don Juan “el Usurpador”, rey consorte de Navarra. Sin embargo, años después, los beamonteses apoyaron a Fernando el Católico, hijo de don Juan, en la conquista de Navarra contra los agramonteses, apoyo que fue decisivo para la derrota navarra y posterior anexión a la Corona de Castilla.

## Historia
Tras el belicoso y ruinoso reinado de Carlos II de Navarra (1343-1387), el reinado de Carlos III de Navarra (1387-1425) constituyó, según Jaume Vicens Vives, «una etapa de provechosa restauración del país». Sin embargo, no pudo acabar con la división que existía entre la Montaña pirenaica, habitada por gentes que se dedicaban fundamentalmente al pastoreo y a la explotación de los bosques, que conservaban el euskera y que se consideraban a sí mismos como los fundadores del reino, lo que les daba a derecho a gobernarlo, y el Llano que se extendía hacia el Ebro —una zona mucho más rica dedicada a la agricultura—, que contaba con las principales villas (Tudela, Estella, Corella, Viana, Cascante, Cabanillas, Cortes, Tafalla y Olite), que tenía una población mudéjar recluida en las aljamas y que estaba abierta a la influencia de Aragón y de Castilla.
Durante el reinado de Carlos el Noble surgieron dos grandes casas nobiliarias, cuya rivalidad se enmarcaba en la división entre la Montaña y el Llano, pues cada una de ellas tenía sus principales posesiones y apoyos en cada una de ellas: los beaumonteses, en la Navarra pirenaica de las merindades de Ultrapuertos, de Sangüesa y de Pamplona; los agramonteses, en el Llano (merindades de Estella, de Olite y de Tudela). Los beaumonteses descendían de Carlos de Beaumont ―hijo bastardo de Luis de Durazzo, hermano del rey Carlos II de Navarra― que había ostentado la alferecía de Navarra y que había casado a su hijo Luis de Beaumont con una hija natural de Carlos el Noble y que por ese matrimonio había recibido el condado de Lerín. Luis de Beaumont ostentó como su padre la alferecía de Navarra, título que convirtió en el de condestable de Navarra hacia 1430.
Los beaumonteses se vieron favorecidos por el príncipe Carlos de Viana, quien tenía como ayo y principal consejero a Juan de Beaumont, gran prior de la Orden de San Juan de Jerusalén en Navarra. Así, el príncipe había prodigado las concesiones de rentas y posesiones a los miembros de la familia, en especial al jefe de la misma, Luis de Beaumont, pero también al propio gran prior ―que recibió el señorío sobre la villa de Corella, en la zona del Llano―  y Juan de Ezpeleta, esposo de Clara de Beaumont, lo que en muchas ocasiones perjudicó los intereses de los agramonteses, por lo que estos -cuando estalló la guerra civil de Navarra- se pusieron de parte de don Juan de Navarra, mientras que los beaumonteses apoyaron a Carlos de Viana.
La guerra persistió a la muerte de Carlos, Príncipe de Viana en 1461, y a la de Juan II en 1479. 
Los beamonteses tuvieron como aliados a la Corona de Castilla y a los oñacinos, que fueron una facción nobiliaria de Guipúzcoa, Álava y Vizcaya que protagonizó las llamadas luchas banderizas contra una facción rival, los gamboínos. Estos últimos serían a su vez aliados de los agramonteses. En el marco de la alianza con los beamonteses, la Corona de Aragón llevaría a cabo a la postre la conquista del Reino de Navarra en 1512. Gracias a esta colaboración, la conquista se realizó en relativamente poco tiempo.
En 1495 el padre de Juan III de Albret, Alano de Albret, estableció con Fernando un nuevo acuerdo para solucionar las intrigas políticas, y en él, el conde de Lerín se vio obligado a abandonar el reino, cediendo todos sus bienes a Fernando II; a cambio recibió bienes en Huéscar, Vélez-Blanco, Vélez-Rubio, Cúllar, Castilléjar, Cuevas de Freila y otros.
En 1507 fue expulsado de Navarra el conde de Lerín con el apoyo prácticamente unánime de todos los navarros, consiguiéndose también la salida de las tropas extranjeras.
Los beamonteses fueron los únicos en acudir a las Cortes de Navarra en Pamplona en 1513, por convocatoria del virrey. Allí se aceptó a Fernando como rey. En la reunión de las Cortes de Castilla en Burgos en 1515, donde Fernando el Católico solicitó que a su muerte Navarra se anexionara a los reinos de su hija Juana I en lugar de los de Aragón a que había sido unida inicialmente, no acudió ningún navarro, tampoco los beaumonteses. (Lógico, en la medida en que Navarra conservó sus propias Cortes hasta 1841 y por ello carecía de voz y voto en las castellanas).
Seguramente esta ocupación no fue buscada por los beamonteses[cita requerida], pero sí por sus líderes. Esto lo vemos en la sublevación contra las tropas de Carlos I de Habsburgo, entonces en guerra contra los Comuneros de Castilla, en pueblos y ciudades beaumontesas, como ocurrió en Pamplona en 1521, cuando tropas navarras en alianza con francesas liberaron la totalidad del Reino de Navarra. Más tarde en la batalla de Noáin, junto a Pamplona, el ejército de Carlos I volvió a hacerse con el control del reino. Aún hubo puntos de resistencia (Castillo de Maya, Fuenterrabía) hasta 1524.
También se ocupó la Baja Navarra, aunque sin asentarse del todo, hasta que en 1530 Carlos I renunció oficialmente a la misma.

## Beaumonteses célebres
- Los condes de Lerín: Luis I de Beaumont (1412-1462), Luis II de Beaumont, Luis II de Beaumont.
- Juan de Beaumont (1419-1487), prior de San Juan y canciller.
- Bernat Dechepare, autor del primer libro impreso en lengua vasca de la historia y encarcelado por haber apoyado a Fernando el Católico.[7]
- Gerardo Ruiz de Esparza, secretario de Communicacines y Transportes[8]
- Luis Ruben Valadéz-Bourbon (nacido Valadéz), político y filántropo para Human Rights Campaign, Writers Guild of America[9]